# Kolerakyrkogården i Lunden

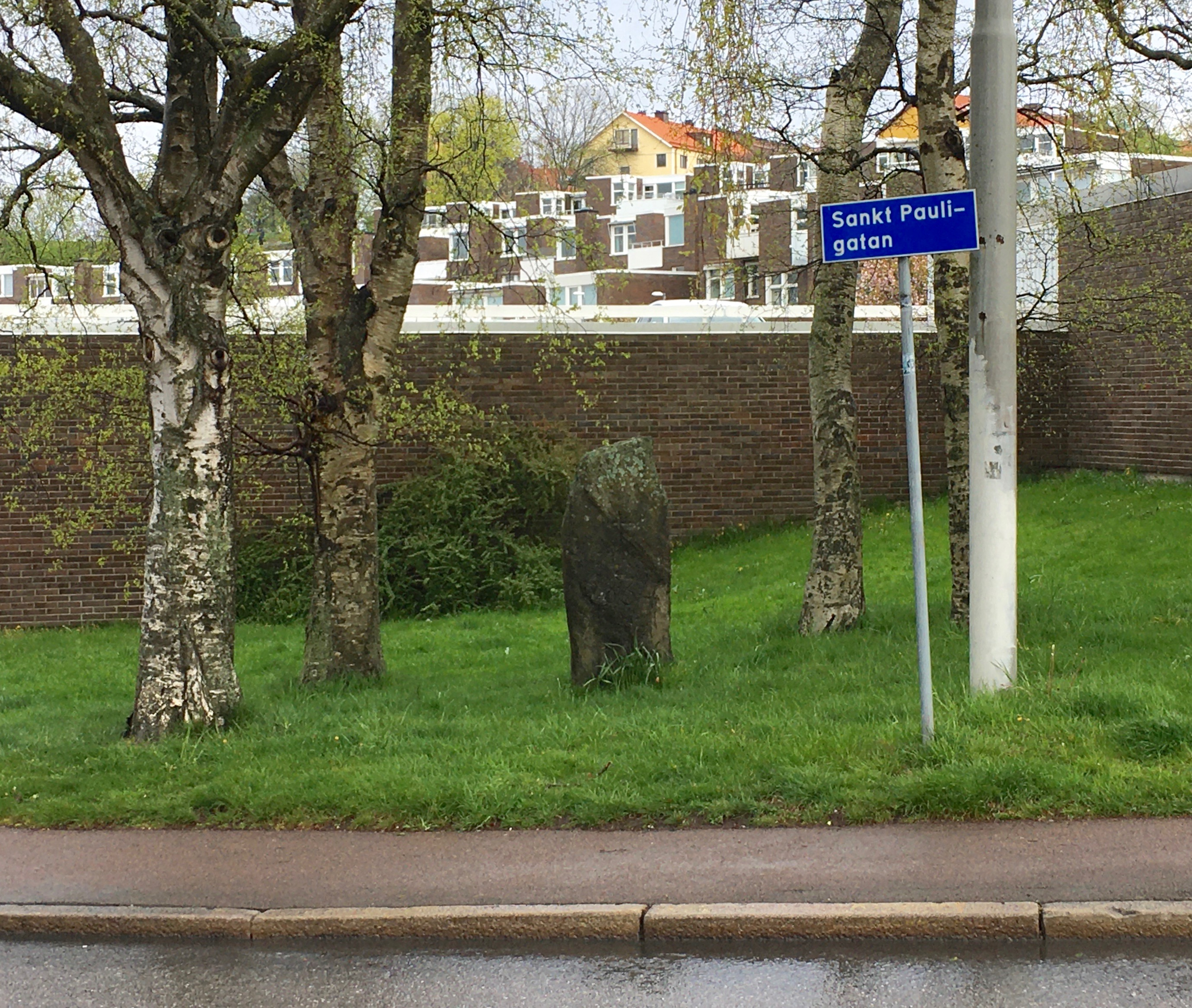
Kolerabegravningsplatsen i Lunden, Göteborg.

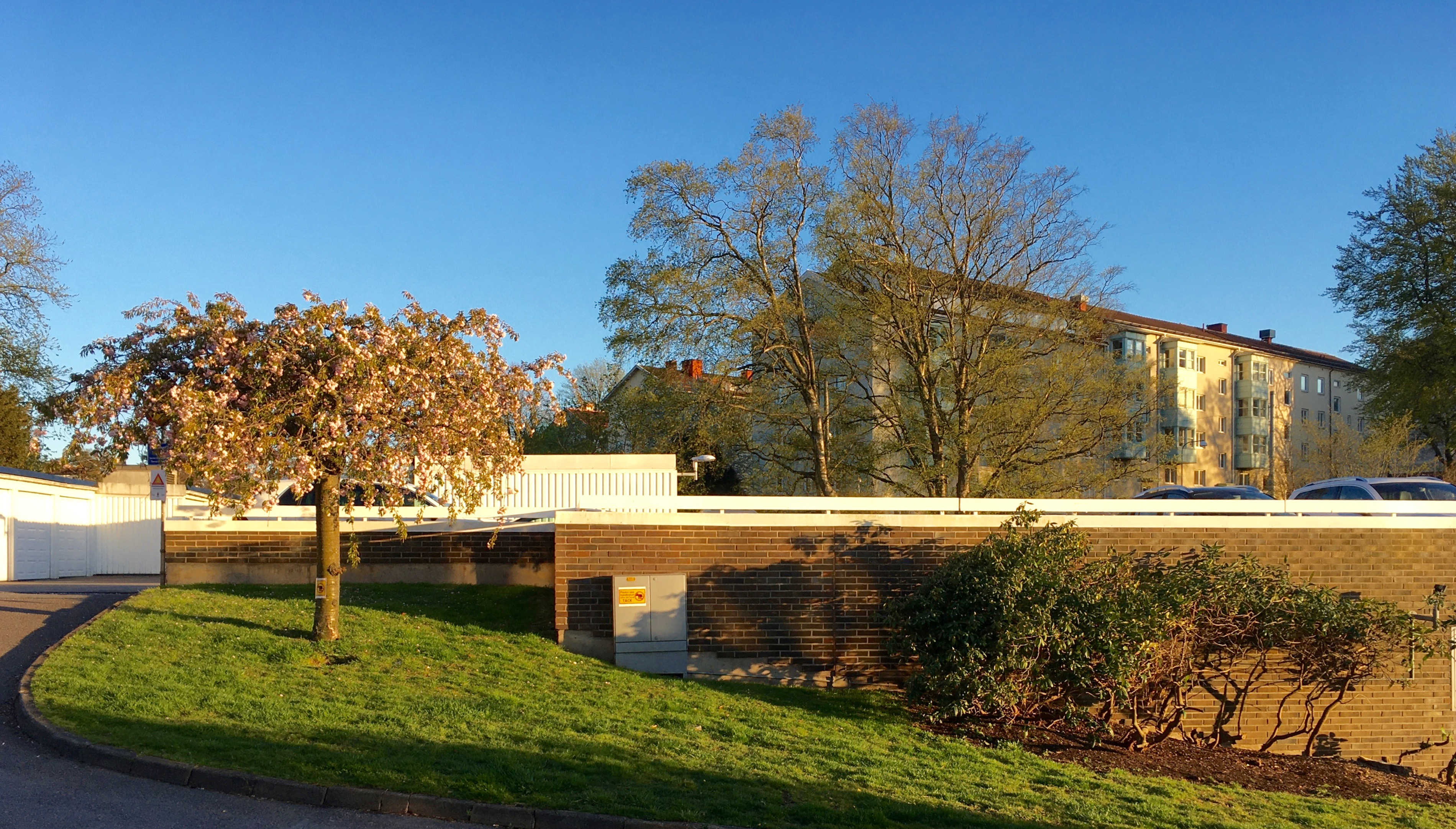
Parkeringsdäcket vid Pauli Backe ligger strax norr om kolerakyrkogården i Lunden.

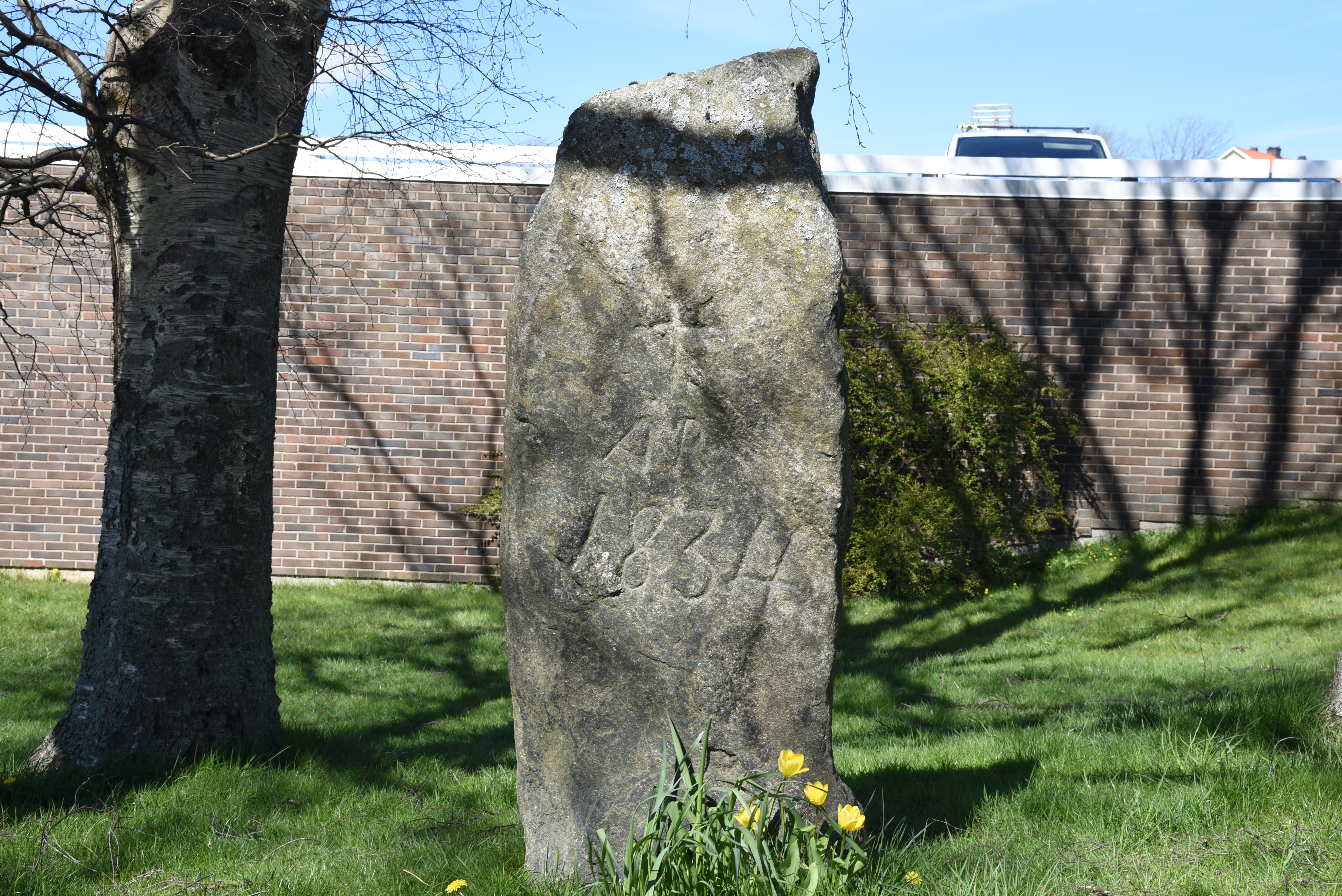
Södra sidan av minnessten på kolerakyrkogården i Lunden med texten
"† ÅR 1834".

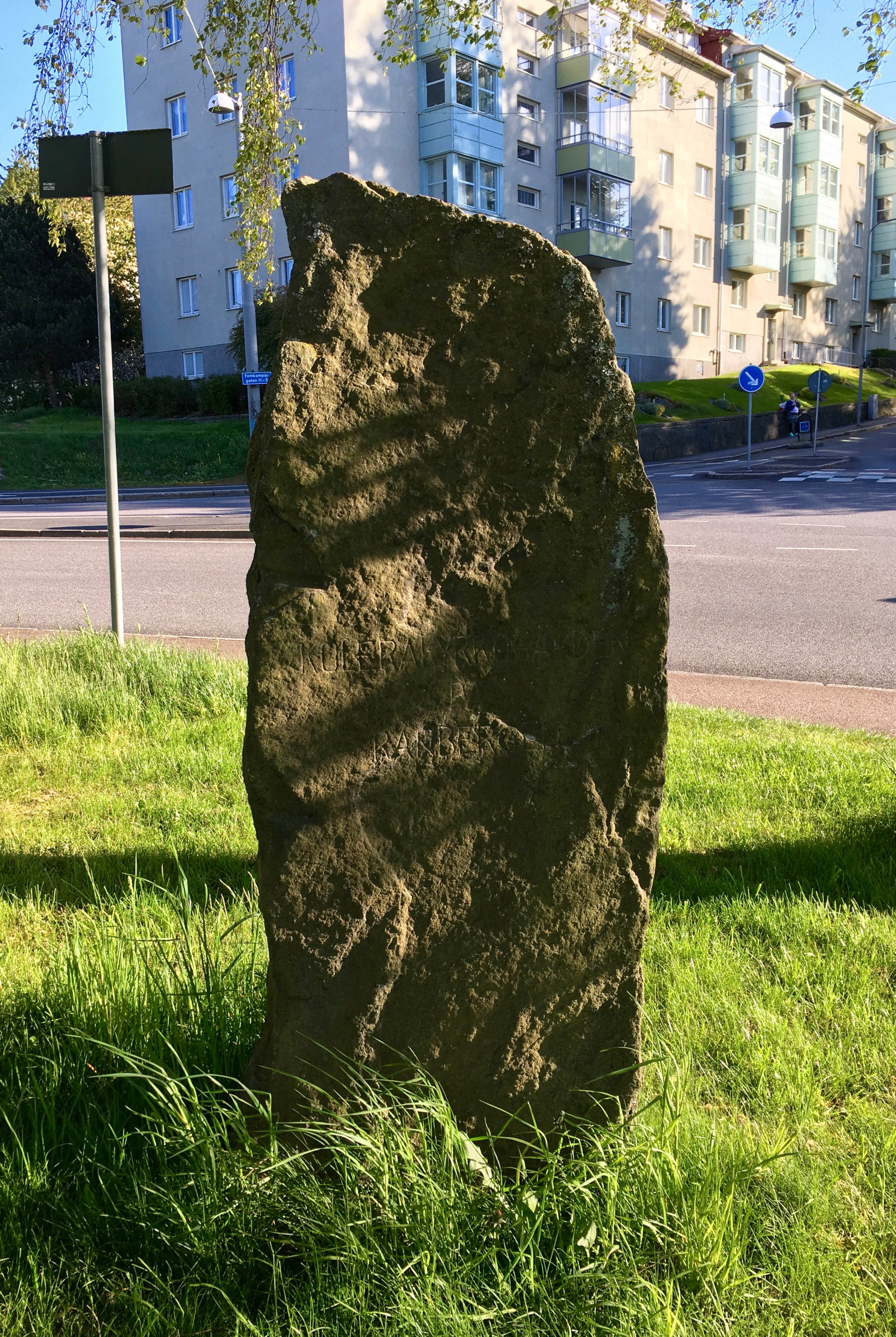
Norra sidan av minnessten på kolerakyrkogården med texten "KOLERAKYRKOGÅRDEN PÅ RANBERGEN".

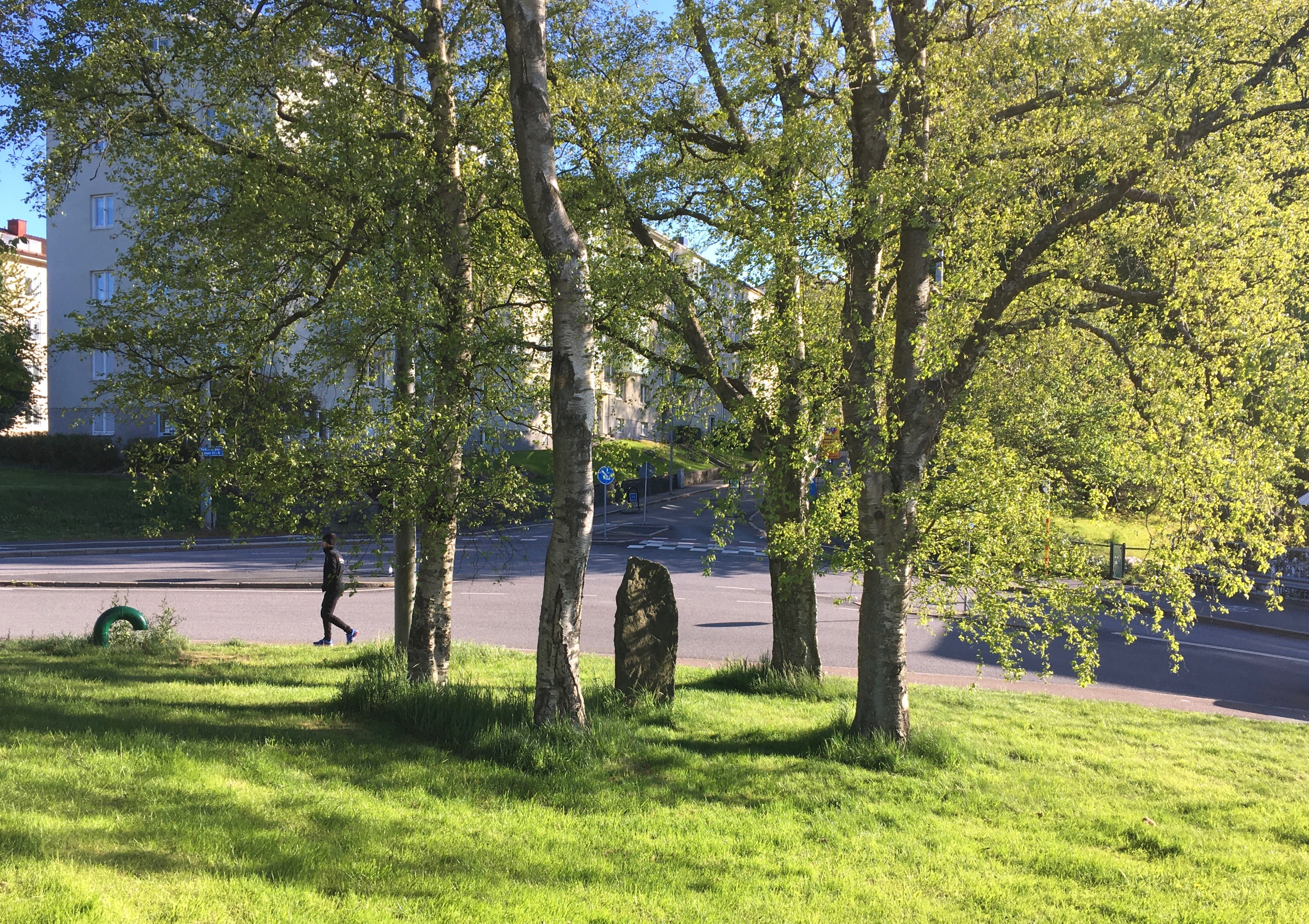
Kolerakyrkogården sedd från söder mot Sankt Pauligatan.

Kolerakyrkogården i Lunden är en begravningsplats i Göteborg med en minnessten för några av dem, som dukade under i kolerafarsoten 1834. Den är belägen i hörnet av Sankt Pauligatan och Femkampsgatan i stadsdelen Lunden. Begravningsplatsen är en fast fornlämning och skyddas därmed enligt kulturmiljölagen (KML).
På framsidan av stenen finns ett inhugget kors och orden "År 1834". På baksidan står det "Kolerakyrkogården på Ranbergen". Texten på framsidan är enkelt utförd och förmodligen från tiden då stenen restes, medan texten på baksidan troligen är av senare datum med tecken av modernare snitt.

## Kolerakyrkogårdens läge
På Valåsens sluttning åt väster fanns förr några små inhägnade gärden – lyckor – Högalyckan och Stukelyckan. Kolerakyrkogården var belägen i det område, som tidigare kallades Ranängsbergen. Det hörde då till Örgryte socken och motsvarar numera de västra delarna av stadsdelen Lunden. Här ligger ett radhusområde, som kallas Pauli Backe. Vid krönet av Sankt Pauligatan nära Femkampsgatan står stenen, som minner om att det har legat en kolerakyrkogård just här.
När radhusområdet Pauli Backe skulle byggas (1976–78) visade det sig, att det planerade parkeringsdäcket skulle kunna inkräkta på kyrkogårdsområdet. Efter krav från både Museinämnden och Riksantikvarieämbetet gjordes i november 1975 en mindre utgrävning av det övre norra hörnet av det förmodade kyrkogårdsområdet. Ett 10 meter långt schakt grävdes med en bredd av en meter "ner till orörd nivå". Det påträffades emellertid inga fynd, som kunde härröra från kolerakyrkogården.
Skälen till detta kan förstås vara flera. Det kanske inte var exakt här kyrkogården låg. De första kända kartorna över området med kyrkogården markerad ritades nästan 100 år senare. Kyrkogården kanske inte användes i den omfattning man räknat med, så att det hörn som undersöktes inte behövde utnyttjas för gravsättning.
Kolerakyrkogården omfattar sannolikt huvuddelen av stadsäga nr 9893 med nuvarande beteckning Lunden 745:45. Området motsvaras av marken med den trädbevuxna slänten där minnesstenen är placerad och troligen även delar av Sankt Pauligatan just i kröken vid Överåsvallen då en breddning av gatan skedde i början av 1940-talet.

## Bakgrund
Kolera hade funnits i tusentals år i Gangesdeltat, men på 1810-talet spred den sig i övriga världen med förödande verkningar.  Från den 26 juli och fram till november 1834 dog cirka 12 600 människor i Sverige. Koleran kom till Göteborg med ett fartyg, som anlöpte hamnen. Utbrottet 1834 blev det mest förödande. Över 2 000 personer dog, vilket var omkring en tiondel av befolkningen.
I Örgryte socken hade man redan 1831 vidtagit vissa åtgärder om den fruktade farsoten skulle komma till trakten. En speciell begravningsplats planerades på Ranängsbergens södra sluttning, där bebyggelsen vid den aktuella tiden var mycket gles. Man beslutade också, att i händelse av att koleran bröt ut, så skulle fattigstugan utrymmas och istället upplåtas som sjukhus. Ekonomiska medel fanns även avsatta. Totalt inträffade under 1834 års epidemi 98 dödsfall och många barn blev föräldralösa i socknen, säkert främst "fattigt folk" i de tättbebyggda områdena. Bland de döda fanns även apotekaren Carl Wetterling på Böö, som ingick i socknens sundhetsnämnd.
I september 1834 - när epidemin dragit över - noterades i Örgryte sockenstämmas protokoll:
Alldenstund antalet af de fattiga i församlingens fattighus genom farsoten förminskat sig och församlingen tog i betraktande nödvändigheten, att hafva ett sjukhus, i den händelse koleran ånyo skulle utbryta, beslutades att utpensionera de fattiga och uthyra fattighuset med villkor för hyresfolket att lämna detsamma om och när församlingen någon gång skulle finna det nödigt.

## Kolerakyrkogårdar på andra ställen i staden och dess närhet
För att gravsätta de avlidna så fort som möjligt anordnades i utkanterna av Göteborg ett antal särskilda kolerakyrkogårdar. Sådana är kända från södra delen av nuvarande Övre Husargatan – senare flyttad till  Västra kyrkogården, på Levgrens äng vid nuvarande Levgrensvägen söder om Nya Ullevi, i Bräcke på nuvarande Bräcke kyrkogård på Hisingen och norr om staden i Angered — förmodligen användes fler platser än dessa. Kolerakyrkogården i Kallebäck anlades först i samband med kolerans utbrott 1866. Begravningsplatsen vid Tåns kyrkogård i Lunden invigdes 1867 utan varken kapell eller kyrka.